# Danny Gottlieb
Danny Gottlieb (født 18. april 1953 i USA) er en amerikansk trommeslager.  
Gottlieb fik sit gennembrud i Pat Metheneys gruppe sidst i 1970´erne, og spillede herefter i John McLaughlins gruppe Mahavishnu Orchestra.
Han har ligeledes spillet med Gary Burton, Eddie Gomez, Mike Stern, Bobby McFerrin og Gil Evans Orchestra.
Gottliebs stilretning er fusionsjazz.
Han har også lavet plader i eget navn.

## Diskografi
- AquaMarine
- Whirlwind
- Brooklyn Blues
- Beautiful Ballads
- Jazz Standards
- Back To The Past